# 40 Days and 40 Nights
40 Days and 40 Nights är en romantisk komedi från 2002, skriven av Rob Perez och regisserad av Michael Lehmann.

## Handling
Matt Sullivan har blivit dumpad av sin drömtjej, han fyller tomrummet efter henne med nya tjejer varje kväll. Ju fler tjejer han är med desto mer panik får han och efter att ha frågat om råd från sin bror som är präst beslutar sig Matt att avstå från sex i 40 dagar och 40 nätter.

## Om filmen
Filmen fick kritik för att ha tolkat fastan på ett vulgärt sätt. Enligt den amerikanska kristna högern handlar fastan om en renande process och botgöring, att avstå från något för att vinna något, inte att ta en paus från sitt promiskuösa leverne.

## Rollista
| Josh Hartnett       | – Matt Sullivan |
| Shannyn Sossamon    | – Erica Sutton  |
| Paulo Costanzo      | – Ryan          |
| Adam Trese          | – John Sullivan |
| Emmanuelle Vaugier  | – Susie         |
| Lorin Heath         | – Diana         |
| Aaron Trainor       | – Kellner       |
| Glenn Fitzgerald    | – Chris         |
| Monet Mazur         | – Candy         |
| Christine Chatelain | – Andie         |
| Keegan Connor Tracy | – Mandy         |
| Vinessa Shaw        | – Nicole        |